# Culicoides minimus
Culicoides minimus är en tvåvingeart som beskrevs av Wirth och Hubert 1989. Culicoides minimus ingår i släktet Culicoides och familjen svidknott. Inga underarter finns listade i Catalogue of Life.